# Жуль Мелен
Фелікс-Жуль Мелен (фр. Félix Jules Méline фр. вимова: [ʒyl melin]; 20 травня 1838, Ремірмон, департамент Вогези — 21 грудня 1925, Париж) — французький політик і державний діяч, який більше двох років, з 29 квітня 1896 року по 28 червня 1898 року був прем'єр-міністром, очолюючи кабінет міністрів Третьої республіки.

## Життєпис
Після отримання юридичної освіти, Жуль Мелен займався в столиці Франції адвокатською практикою за доби Другої імперії.
Політичну кар'єру почав помічником мера першого округу Парижа. Активний учасник Паризької комуни.
З 1872 по 1903 роки — член Палати депутатів від департаменту Вогези. З 12 грудня 1876 року по 16 травня 1877 роках — міністр юстиції і у справах релігій. З 23 вересня 1880 року по 10 листопада 1881 року — міністр сільського господарства. З 4 квітня 1888 року по 11 листопада 1889 року — голова палати депутатів. З 1903 по 1925 роки — сенатор від департаменту Вогези.
Займав посаду голови Ради Міністрів Франції з 29 квітня 1896 року по 25 червня 1898 року. Незважаючи на короткочасність його правління, Мелена можна назвати довгожителем на посаді прем'єр-міністра часів становлення Третьої Республіки, бо за 26 років її існування, на цій посаді, до Жуля Мелена у Франції змінилося 32 уряди.
Жуль Мелен балотувався кандидатом на президентських виборах 1899 року, проте невдало. Помер 21 грудня 1925 року в Парижі.